# 영국 파시스트 연합
영국 파시스트 연합(British Union of Fascists, BUF)은 오스왈드 모슬리가 1932년 창당한 영국의 파시즘 정당이다. 1936년 영국 파시스트 국가사회주의자 연합(British Union of Fascists and National Socialists)으로 당명을 변경했으며, 1937년 영국 연합(British Union)으로 다시 변경하여 유지되다가 1940년 활동금지를 당해 없어졌다.